# Opius attila
Opius attila är en stekelart som beskrevs av Fischer 1968. Opius attila ingår i släktet Opius och familjen bracksteklar. Inga underarter finns listade i Catalogue of Life.